# Dahlia (animal)
Dahlia es un género de lepidópteros perteneciente a la familia Noctuidae. Es originario del Sudeste de Asia

## Especies
- Dahlia capnobela Turner, 1902
- Dahlia hesperioides Pagenstecher, 1900